# Lothier
Het hertogdom Lothier of Lotryk maakte deel uit van Neder-Lotharingen, en de titel hoorde eeuwenlang toe aan de hertogen van Brabant. Deze titel zou niet mogen verward worden met de titel "hertog van Neder-Lotharingen", die een veel groter gebied omvat. Deze titels werden gezagsloos verklaard door de keizer van het Heilige Roomse Rijk sinds 1190, maar bleven desondanks bestaan tot het einde van het ancien régime. Het hertogdom Lothier omvatte:
- de graafschappen Leuven en Brussel
- het markgraafschap Antwerpen
- het landgraafschap Brabant
- bezittingen van de abdij van Nijvel
- bezittingen van de abdij van Gembloers